# Adrianus Smit

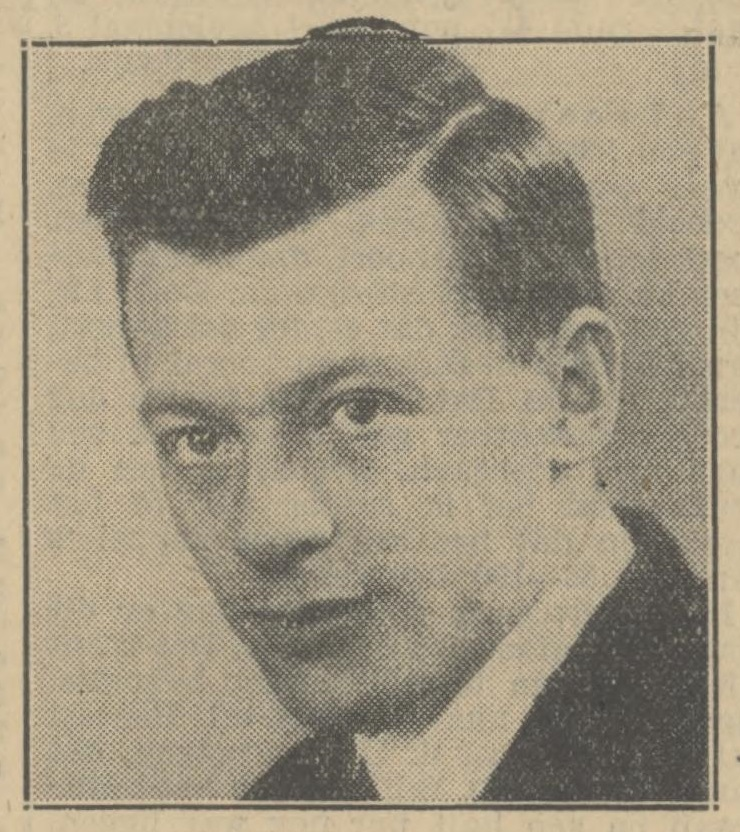
A. Smit (ca. 1934)

Adrianus Smit (Zwijndrecht, 17 december 1899 – Leiden, 4 juni 1963) was een Nederlands politicus van de ARP.
Hij werd geboren als zoon van Jan Smit (1876-1967) en Korstiana Aaltje de Man (1877-1965). Hij was als adjunct-commies werkzaam bij de gemeente Dordrecht voor hij in 1934 benoemd werd tot burgemeester van Sprang-Capelle. Tijdens de Tweede Wereldoorlog was Smit actief in het verzet zoals bij een pilotenlijn die neergeschoten geallieerde piloten hielp om te ontsnappen uit bezet gebied (zie artikel: Groep André). In april 1944 werd hij ontslagen en in augustus van dat jaar wilden de Duitsers hem arresteren. Door een tip kon hij op tijd ontkomen waarna zijn huis in brand werd gestoken en hij moest onderduiken. Enkele maanden later, na de bevrijding, werd Smit opnieuw burgemeester van Sprang-Capelle en vanaf 1959 was hij de burgemeester van Hazerswoude. Kort na een longoperatie overleed hij in 1963 op 63-jarige leeftijd in het Academisch Ziekenhuis Leiden.